# 7-Гидроксиматаирезинол
7-Гидроксиматаирезинол (7-ГМР) — лигнан, найденный в экстрактах ели обыкновенной (Picea abies), пихты белой (Abies alba), дугласовой пихты (Pseudotsuga menziesii) и других хвойных деревьев. 7-ГМР также является основным лигнаном зерновых (пшеницы, овса, ячменя, проса), отрубей кукурузы и цельного зерна амаранта. В норвежских хвойных деревьях содержание гидроксиматерезинола достигает 84 % от общего количества лигнанов. 7-ГМР и другие растительные лигнаны (матаирезинол, диглюкозид секоизоларициресинола, секоизоларициресинол, ларициресинол, изоларицирезинол, сирингарезинол, медиресинол, пинорезинол, сезаминол, сезамолинол) проявляют антиоксидантные, противовоспалительные, противомикробные и противоопухолевые свойства.

## Фармакокинетика 7-ГМР
Фармакокинетика, биодоступность и влияние 7-гидроксиматерезинона на клинические симптомы в постменопаузе были исследованы у женщин, не получавших заместительную гормонотерапию (n=22). Участницы получали 36 мг/сут 7-ГМР, либо 72 мг/сут 7-ГМР в течение 8 недель. Фармакокинетический анализ показал Cmax=757 нг/мл при tmax=1 ч. К 8-й недели исследования уровни плазмы 7-ГМР достоверно увеличились при использовании обеих доз 7-ГМР (p<0.05). Показано, что под воздействием кишечной флоры 7-гидроксиматаирезинол трансформируется в энтеролактон — основной продукт биотрансформации растительных лигнанов в организме, способствующий снижению частоты приливов.

## Токсичность 7-ГМР
В исследованиях хронической токсичности 7-ГМР был практически нетоксичным при назначении крысам (2000 мг/кг/сут, 28 сут) и собакам (665 мг/кг/сут, 28 сут), несмотря на то, что 7-ГМР хорошо всасывается (>50 % дозы) и быстро элиминируется. 7-ГМР в дозах 140—180 мг/кг/сут, 460—740 мг/кг/сут и 1190—2930 мг/кг/сут не влияет на репродуктивную функцию и не вызывает тератогенеза у беременных крыс. Масса тела и потребление пищи уменьшались во всех группах лечения в течение первых трех дней периода беременности вследствие снижения вкусовой привлекательности корма, так как в 7-ГМР имеет характерный горьковатый вкус. В исследовании с участием здоровых добровольцев-мужчин 7-ГМР давался однократно, в дозах до 1350 мг. В результате проведение исследования не было установлено каких-либо побочных эффектов от приёма 7-ГМР.

## Фармацевтические субстанции 7-ГМР, содержание в различных препаратах
Субстанции различной степени очистки выпускаются рядом производителей: R&D Chemicals (субстанция «Arbo 2»), Chemieliva Pharmaceutical Co. (субстанция «PBCM123022»), ZINC (субстанция «ZINC40896750»), CheMall Corporation (субстанция «HE065349») и др. Выпускается субстанция «HMRLignan» фармакологического качества (Linnea). Известны БАД «HMR Lignans» (дозировка 10 мг), «Flaxseed Lignans Organic» (15 мг) и др. Поиск по базе данных RLSNET и по справочнику Видаль показал, что в РФ представлен БАД «Лигнариус» (ООО Космофарм), содержащий 30 мг субстанции 7-ГМР от Provero Pharma v.o.f. (Нидерланды) 7-HMR.

## Противовоспалительные свойства 7-ГМР
7-ГМР проявляет выраженную противовоспалительную активность и является эффективным ингибитором специфических воспалительных реакций с участием клеток, регулирующих процессы воспаления — моноцитов и гранулоцитов. В моноцитах линии ТНР-1 лигнан 7-ГМР дозозависимо ингибировал синтез/секрецию ФНО-α, а в гранулоцитах — снижал уровни активных форм кислорода и провоспалительного интерлейкина IL-8. В эндотелиальных клетках аорты 7-ГМР ингибирует ФНО-α-индуцированную экспрессию белков клеточной адгезии ICAM-1, приводит к более низкой активации провоспалительного фактора транскрипции NF-kB (на 30…80 %). В результате блокировки активности NF-κB 7-ГМР подавлял экспрессию мРНК и белка провоспалительных медиаторов ФНО-α (молекулы адгезии сосудистых клеток-1, интерлейкина-6, индуцибельной синтазы оксида азота).

## Потенциальные (анти)эстрогенные свойства 7-ГМР
Опубликованных исследований, в которых было бы продемонстрировано непосредственное связывание 7-ГМР и рецепторов эстрогенов не было найдено. По причине отсутствия прямых данных о взаимодействии 7-ГМР и других растительных лигнанов с рецепторами эстрогенов, имеющиеся косвенные результаты достаточно противоречивы и весьма зависят от использованной методологии исследования. Например, при использовании первичных гепатоцитов линий клеток RTH-149 и ZF-L эстрогеновая активность 7-ГМР (определяемая как дозозависимая секреция белка вителлогенина) не была подтверждена. При исследовании клеточной линии MCF-7, чувствительной к эстрогенам, 7-ГМР увеличивал процент клеток в S-фазе клеточного цикла. При анализе взаимодействий 7-ГМР со стероидными рецепторами in vitro в концентрациях менее 1,0 мкМ для 7-ГМР не было установлено никакой антиандрогенной, эстрогенной или антиэстрогенной активности и т. д.

## Противоопухолевые свойства 7-ГМР
В эксперименте приём 30 мг/кг/сут 7-ГМР имел статистически значимое ингибирующее воздействие на рост опухоли молочной железы крыс, индуцированной диметилбензатраценом (ДМБА). Противоопухолевый эффект 7-ГМР наблюдался уже при использовании достаточно низкой дозы в 4,7 мг/кг/сут. 7-ГМР и его метаболит энтеролактон уменьшают рост и метастазы клеток опухоли печени, привитых подкожно крысам (клеток гепатомы линии AH109A). Значение показателя IC50 (50 % ингибирующая концентрация) для пролиферации клеток гепатомы составило 200 мкМ, а значение IC50 для инвазии клеток гепатомы — 144 мкМ. 7-ГМР и энтеролактон подавляли пролиферацию клеток гепатомы, удлиняя время деления клеток гепатомы и увеличивая скорость апоптоза. 7-ГМР уменьшал образование полипов и предотвращал накопление бета-катенина в ядре (патофизиологическая метка образования полипов).
7-ГМР дозозависимо тормозит рост солидной карциномы Эрлиха даже на фоне приёма эстрадиола. Противоопухолевый эффект 7-ГМР (Лигнариус) был наиболее выражен при использовании 120 мг/сут 7-ГМР: на 21-е сутки средний объём снижался на 620 мм3, что было достоверно ниже, чем в группе контроля (D=0.59, P=0.00036). Приём 120 мг/сут 7-ГМР достоверно тормозил интенсивность роста опухолевых узлов на фоне приёма эстрогенов: средний объём опухолевого узла на 21-е сутки снижался на 322 мм3 (P=0.007).